# Trentepohlia humeralis
Trentepohlia humeralis är en tvåvingeart som beskrevs av Alexander 1921. Trentepohlia humeralis ingår i släktet Trentepohlia och familjen småharkrankar. Inga underarter finns listade i Catalogue of Life.